# 汲み上げ効果
汲み上げ効果(Dredge-up)は、恒星の進化の段階で、恒星表面の対流層が、物質が核融合を起こす層よりも下まで拡大する段階である。結果として、核融合生成物は恒星大気の外層と混ざり、それらの核種が恒星のスペクトルに表れる。
主系列星が巨星分枝の段階に入った時に、最初の汲み上げ効果が起こる。対流による混合の結果、外層大気は、水素核融合が行われていることを表すスペクトルを示す。炭素12/炭素13比や炭素/窒素比は小さく、表面のリチウムやベリリウムの量は減少する。
2度目の汲み上げ効果は、恒星が4から8太陽質量の物質を持つ時に起こる。核でのヘリウム核融合が終わると、CNOサイクルの生成物が対流で混ぜられる。2度目の汲み上げ効果により、恒星の表面にはヘリウム4や窒素14の量が増え、炭素12や酸素16の量が減る。
3度目の汲み上げ効果は、恒星が漸近巨星分枝の段階に至った時に起こり、ヘリウム燃焼殻ではヘリウムフラッシュも起こる。この汲み上げ効果では、ヘリウム、炭素、s過程の生成物が恒星表面に表れる。この結果、酸素に対する炭素の量が増え、恒星は炭素星となる。
汲み上げ効果のそれぞれの名前は、経験する順番ではなく、恒星の進化と構造上の状態で規定される。そのため、低質量の恒星では、1度目と3度目の汲み上げ効果のみが起こり、2度目の汲み上げ効果が起こらないということもあり得る。